# Sosa (Vagos)
Sosa es una freguesia portuguesa del concelho de Vagos, con 22,03 km² de superficie y 2.939 habitantes (2001). Su densidad de población es de 133,4 hab/km².